# Érdi Péter
Érdi Péter (Budapest, 1946. december 12.) magyar születésű számítógépes agykutató Henry Luce Professzor a Kalamazoo College-ban (Kalamazoo, Michiganben). Pályafutása során számos könyvet és tudományos cikket publikált a kémiai reakciókinetika, számítógépes agykutatás és a komplex rendszerek területén.
Érdi Erdős-száma 3 (kétféleképpen is kijön az eredmény). Az egyik Rényi Alfrédon és Szentágothai Jánoson keresztül, a másik pedig Bollobás Bélán és Kozma Róberten keresztül.

## Háttér
Érdi Pál és Magdolna Friedmann egyetlen gyermekeként született 1946-ban, Budapesten. Édesapja egy bőripari gyárban volt főmérnök, az édesanyja pedig a Nagyvilág című folyóiratnál irodavezető. A mentorai Benedek Pál és Szentágothai János voltak.
1965-ben a budapesti Bolyai János Gimnáziumban érettségizett. Érdi két tudományágban szerzett diplomát. Az egyiket kémia szakon az Eötvös Loránd Tudományegyetemen, a másodikat pedig kémiai kibernetika szakon a Budapesti Műszaki és Gazdaságtudományi Egyetemen. A tudományos doktorátusát 1991-ben kapta meg a „Kémiai és biológiai hálózatok kinetikája” című munkájáért.
Érdi és családja 2002-ben az Egyesült Államokba költözött, ahol a Henry R. Luce Foundation támogatásával professzori állást kapott a michigani Kalamazoo College-ban.
Két gyereke és két unokája van.

## Karrier
Néhány előző próbálkozás után 1983-ban kezdett Csillebércen a Magyar Tudományos Akadémia Központi Fizikai Kutatóintézet Részecske- és Magfizikai munkacsoportjában dolgozni majd a jogutód Wigner Fizikai Kutatóközpont tudományos tanácsadója lett. Magyarországi úttőrőként itt alapította meg számítógépes agykutatócsoportját, amelyben ma is emeritus professzor. Érdi vezetett egy Big Data-projektet, ahol ő és csapata egy olyan matematikai modellt próbált felállítani (főleg amerikai szabadalmak történelmi adatai elemzéséből), amelyik jövőbeli technológiák megjóslásában tudott volna segíteni. A módszer alkalmasnak tűnik arra, hogy széles körben elfogadják, és erre alapozzák a szabadalmazási taktikájukat.
1995-ben a Debreceni Egyetemen és Budapesti Műszaki és Gazdaságtudományi Egyetemen is egyetemi magántanári címet kapott. 1999 és 2002 között Érdi Széchenyi professzorként tanított az Eötvös Loránd Tudományegyetem Tudománytörténet és Tudományfilozófia Tanszékén. 2002-ben Michiganbe költözött, ahol a Kalamazoo College Center for Complex System Studies osztályán óraadó tanár lett.
Érdi alapító társigazgatója a Budapest Semester in Cognitive Sciences iskolának. A BSCS egy magyarországi tanulmányi program, amelyet főként az Egyesült Államokból származó kognitív tudományt hallgató tanulóknak hoztak létre.

## ELMOHA
Tóth János és Érdi Péter 1990-ben létrehozták az ELMOHA (elmélet, modell, hagyomány) szervezetet. Az ELMOHA egy informális szervezet, amelynek elsődleges célja a humán és a természettudományok között zajló párbeszéd kibővítése. Az ELMOHA tagjai különböző tudományos és humán területről származtak, akik rendszeres összejöveteleken beszélik ki a tudomány és a tudomány értelmezésével összefüggő témákat.
A csoport korai tagjai közé tartozott Balassa Péter, Farkas László János, Hraskó Péter, Kampis György, Lázár József, Malina János, Ropolyi László, Schiller Róbert és Marton Péter. A pszichológus és nyelvész Pléh Csaba és Hraskó Gábor (a Szkeptikus Társaság elnöke) is részt vettek számos ELMOHA gyűlésen.
Az ELMOHA összejövetelek témái gyakran megjelentek újságcikkekben, könyvekben és egyetemi kurzusokon.

## Tagságok
- A Springer tudományos kiadó szerkesztőségének és tanácsadói testületének tagja.[10]
- A European Neural Network Society végrehajtó bizottságának tagja (2005–2007)[11]
- A BSCS – Budapest Semester in Cognitive Science társigazgatója[12]
- Az Elsevier tudományos ismeretterjesztő cég által megjelentetett BioSystems c. folyóirat szerkesztője[13]
- Az International Neural Network Society 2024-ben College of Fellows tagjává választotta. [14]

## Könyvek és fő kiadványok
- P. Érdi: Feedback: How to Destroy or Save the World, Springer 2024
- P. Érdi, Zs. Szvetelszky: Repair: When and How to Improve Broken Objects, Ourselves, and Our Society, Springer 2002
- P. Érdi: Ranking: The Unwritten Rules of the Social Game We All Play, Oxford University Press, 2020

Translations: German: Redline Verlag, Münchner Verlagsgruppe GmbH: 
Japanese: Nippon Hyoron Sha Co: 
Korean: Writing House: 
Taiwanese: Babelbook: 
Hungarian: Typotex: 
Chinese with simple characters: Shanghai Educational Publ, House (in preparation)
- P. Érdi, Bhattacharya BS and Cochran AL: {Editors): Computational Neurology and Psychiatry (Springer Series in Bio-/Neuroinformatics Book 6
- P. Érdi, G. Lente: Stochastic Chemical Kinetics
- Érdi P.: Complexity Explained, Springer, 2008
- Érdi P., A. Esposito, M. Marinaro, S. Scarpetta: Computational Neuroscience: Cortical Dynamics, 2003
- Teremtett valóság. Válogatott írások; Typotex, Bp., 2000
- Michael A. Arbib, Érdi P. és Szentágothai János: Neural Organization: Structure, Function Dynamics, MIT Press, Bradford Book, 1997
- Érdi P., Tóth J.: Mathematical Models of Chemical Reactions. Manchester Univ. Press., 1989. Princeton University Press, 1989
- Érdi P.: Racionális kémiai termodinamika, ELTE TTK Kémiai Kibernetikai Laboratórium, Budapest, 1978
- Tóth J., Érdi P.: A formális reakciókinetika modelljei, Akadémiai Kiadó, Budapest, 1978
- Érdi P., Tóth J., Barcza L.: A kémiai reakció termodinamikájának sztochasztikus formulázásáról, Akadémiai Kiadó, Budapest, 1976

## Külső hivatkozások
- A Kalamazoo College honlapja
- Érdi Péter profilja a CSCNS Research Group adatbázisán
- Teremtett Valóság e-book változata